# Paravola
Paravola  este un oraș în Grecia în prefectura Aetolia-Acarnania.